# Oltar sv. Zaharije
Oltar sv. Zaharije (italijansko  Pala di San Zaccaria), imenovana tudi Madona z otrokom in svetniki je oltarna slika italijanskega renesančnega slikarja Giovannija Bellinija, ki je bila izdelana leta 1505 in jo hranijo v cerkvi sv. Zaharije v Benetkah.

## Zgodovina
Delo je leta 1648 omenjal pisatelj in slikar Carlo Ridolfi kot veliko ploščo, naročeno v spomin na beneškega politika in diplomata Pietra Cappella; opisal ga je kot »enega najlepših in najbolj občutljivih od umetnika«.
To je prvo Bellinijevo delo, v katerem je vpliv Giorgioneja nesporen, saj se je začela zadnja faza v umetnikovi karieri, tonalistična.

## Opis
Delo je umeščeno v veliko nišo, ki prikazuje sveti pogovor po ustaljeni shemi: Marija z otrokom na prestolu, angel glasbenik na stopnici in štirje svetniki, postavljeni simetrično ob straneh. To so apostol sveti Peter, sveta Katarina Aleksandrijska, sveta Lucija in sveti Hieronim.
Medtem ko se splošna zasedba ne razlikuje od prejšnjih del, kot je oltar San Giobbe (ki na primer deli apsido z mozaiki), je Bellini predstavil nekaj novosti, na primer stranske odprtine s pokrajino, ki ga je navdihnila slika  Alvisa Vivarinija v Pala dei Battuti, nekoč v Bellunu (zdaj izgubljen). Barve in svetloba kažejo novo privrženost Bellinija barvi in razpoloženju Giorgioneja.
Jajce nad Marijino glavo je simbol stvarstva, morda navedba Piera della Francescovega  Pala di Brera. Svetilka, ki visi zgoraj spominja Andrea Mantegna Pala di San Zeno.